# Dysauxes kaschmiriensis
Dysauxes kaschmiriensis là một loài bướm đêm thuộc phân họ Arctiinae, họ Erebidae.